# Centrophorus atromarginatus
Il centroforo nano (Centrophorus atromarginatus Garman, 1913) è un piccolo squalo di acque profonde della famiglia dei Centroforidi.

## Descrizione
Raggiunge una lunghezza massima di 87 cm. È di colore grigio o grigio-marrone sul dorso e più chiaro ventralmente; gli adulti hanno le punte delle pinne dorsali nere. Il muso è abbastanza lungo e sottile. Le punte posteriori delle pinne pettorali sono strettamente angolari e molto allungate. Le due pinne dorsali presentano due grosse spine; la prima pinna dorsale è corta, ma molto più alta della seconda.

## Biologia
Le sue abitudini sono poco conosciute. È ovoviviparo e gli embrioni si nutrono solamente di tuorlo. La femmina dà alla luce un unico piccolo per volta, lungo 28-36 cm. Durante la copula il maschio afferra la femmina mordendola sul dorso o sulle pinne.

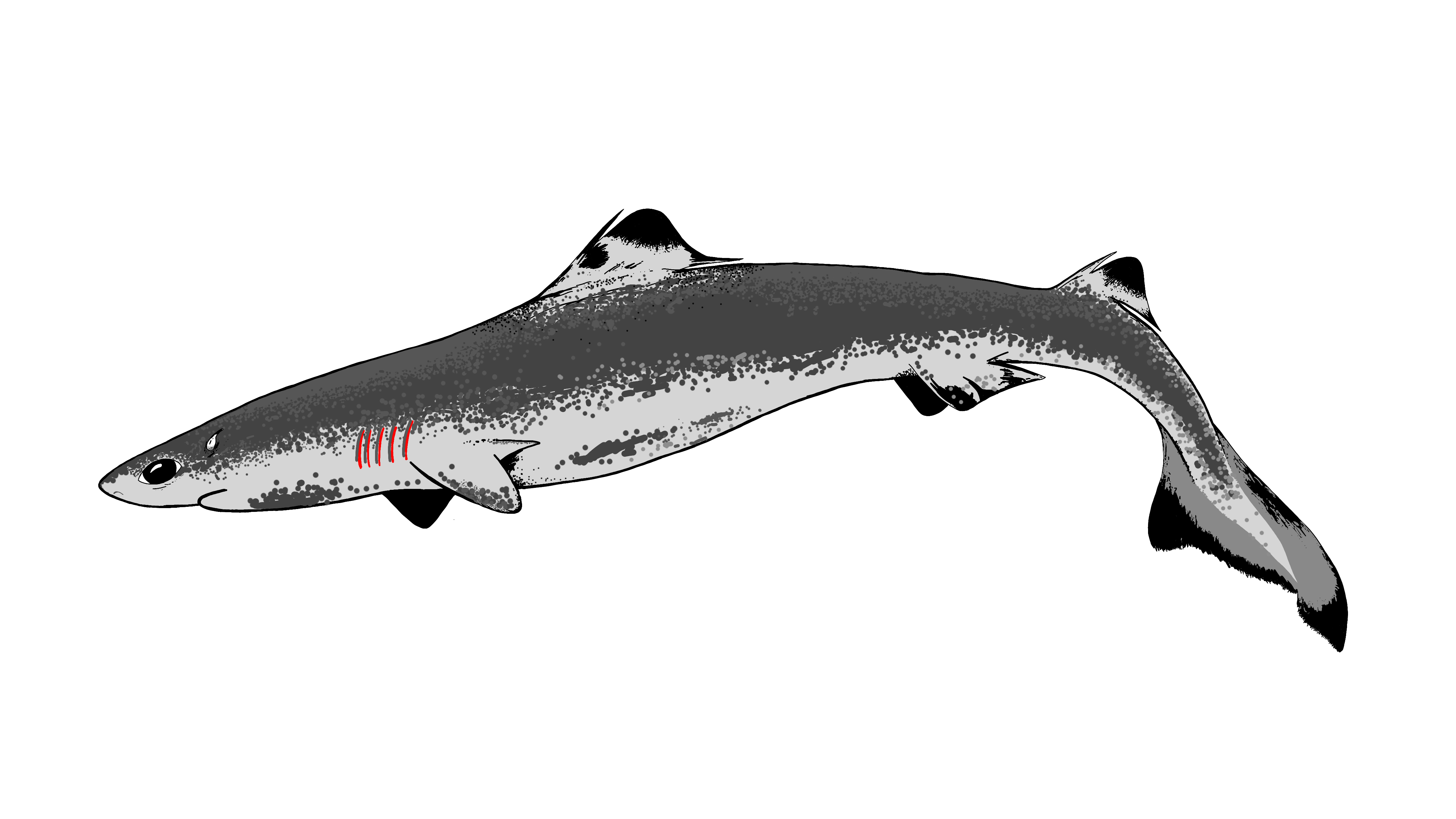
Illustrazione di Centrophorus atromarginatus

## Distribuzione e habitat
Spesso confuso con il centroforo comune, il centroforo nano è stato segnalato solamente nelle acque dell'Indo-Pacifico: nel golfo di Aden, in Giappone, a Taiwan e lungo le coste settentrionali della Papua Nuova Guinea. Vive nelle zone superiori della scarpata continentale, a profondità comprese tra i 183 e i 450 m.

## Rapporti con l'uomo
Viene pescato al largo del Giappone e di Taiwan per l'olio di fegato.